# Dipentodon sinicus
Dipentodon sinicus är en tvåhjärtbladig växtart som beskrevs av Stephen Troyte Dunn. Dipentodon sinicus ingår i släktet Dipentodon och familjen Dipentodontaceae. Inga underarter finns listade.